# Apolysis neuter
Apolysis neuter är en tvåvingeart som först beskrevs av Axel Leonard Melander 1946.  Apolysis neuter ingår i släktet Apolysis och familjen svävflugor. Inga underarter finns listade i Catalogue of Life.